# Kanton Trie-sur-Baïse
Kanton Trie-sur-Baïse (francouzsky Canton de Trie-sur-Baïse) je francouzský kanton v departementu Hautes-Pyrénées v regionu Midi-Pyrénées. Tvoří ho 22 obcí.

## Obce kantonu
- Antin
- Bernadets-Debat
- Bonnefont
- Bugard
- Estampures
- Fontrailles
- Fréchède
- Lalanne-Trie
- Lamarque-Rustaing
- Lapeyre
- Lubret-Saint-Luc
- Luby-Betmont
- Lustar
- Mazerolles
- Osmets
- Puydarrieux
- Sadournin
- Sère-Rustaing
- Tournous-Darré
- Trie-sur-Baïse
- Vidou
- Villembits